# Disembolus galeatus
Espèce
Disembolus galeatus est une espèce d'araignées aranéomorphes de la famille des Linyphiidae.

## Distribution
Cette espèce est endémique d'Utah aux États-Unis,. Elle se rencontre à Lasa Falls dans le Little Cottonwood Canyon dans le comté de Salt Lake vers 2 000 m d'altitude dans les monts Wasatch.

## Description
La femelle holotype mesure 1,65 mm. Le mâle est inconnu.

## Publication originale
- Millidge, 1981 : The erigonine spiders of North America. Part 4. The genus Disembolus Chamberlin and Ivie (Araneae: Linyphiidae). Journal of Arachnology, vol. 9, no 3, p. 259-284 (texte intégral).